# Ley de intercambio de información sobre ciberseguridad
La Ley de intercambio de información sobre la ciberseguridad (CISA S. 2588 [113th Congress], S. 754 [114th Congress]) es una ley federal de los Estados Unidos diseñada para "mejorar la ciberseguridad en los Estados Unidos mediante un mayor intercambio de información sobre amenazas de ciberseguridad y para otros fines ". La ley permite el intercambio de información sobre el tráfico de Internet entre el gobierno de los EE. UU. Y las empresas de tecnología y fabricación. El proyecto de ley se presentó en el Senado de los EE. UU. El 10 de julio de 2014 y se aprobó en el Senado el 27 de octubre de 2015. Los opositores cuestionan el valor de CISA, creyendo que pasará la responsabilidad de las empresas privadas al gobierno, lo que aumentará la vulnerabilidad de la información personal privada. así como la dispersión de información personal privada en siete agencias gubernamentales, incluida la NSA y la policía local.
El texto del proyecto de ley se incorporó mediante una enmienda en un proyecto de ley de gasto consolidado en la Cámara de los EE. UU. El 15 de diciembre de 2015, que fue promulgado por el presidente Barack Obama el 18 de diciembre de 2015.

## Historia
La Ley de Intercambio de Información sobre Seguridad Cibernética se introdujo el 10 de julio de 2014 durante el 113.er Congreso y pudo aprobar el Comité de Inteligencia del Senado por una votación de 12-3. El proyecto de ley no llegó a una votación completa en el Senado antes de la finalización de la sesión del Congreso.
El proyecto de ley se reintrodujo para el 114.º Congreso el 12 de marzo de 2015 y el proyecto de ley fue aprobado por el Comité de Inteligencia del Senado por un voto de 14-1. El líder de la mayoría en el Senado, Mitch McConnell, (R-Ky) intentó adjuntar el proyecto de ley como una enmienda a la Ley de Autorización de Defensa Nacional anual, pero se bloqueó 56-40, sin alcanzar los 60 votos necesarios para incluir la enmienda. Mitch McConnell esperaba llevar el proyecto de ley a votación en todo el senado durante la semana del 3 al 7 de agosto, pero no pudo asumir el proyecto de ley antes del receso de verano. El Senado tentativamente acordó limitar el debate a 21 enmiendas particulares y una enmienda de gerente, pero no estableció límites de tiempo para el debate. En octubre de 2015, el Senado de los EE. UU. Aprobó el proyecto de ley siguiendo la legislación relativa a las ciudades santuario.

## Provisiones
Las principales disposiciones del proyecto de ley facilitan que las empresas compartan información personal con el gobierno, especialmente en casos de amenazas de seguridad cibernética. Sin requerir dicho intercambio de información, el proyecto de ley crea un sistema para que las agencias federales reciban información sobre amenazas de compañías privadas.
Con respecto a la privacidad, el proyecto de ley incluye disposiciones para prevenir el hecho de compartir datos que se sabe que son identificables personalmente y que son irrelevantes para la seguridad cibernética. Cualquier información personal que no se elimine durante el procedimiento de intercambio se puede utilizar de varias maneras. Estos indicadores de amenaza cibernética compartidos se pueden usar para procesar delitos cibernéticos, pero también se pueden usar como evidencia de delitos que involucran la fuerza física.

## Posiciones

### Negocios y grupos de comercio
El CISA ha recibido cierto apoyo de grupos de defensa, incluida la Cámara de Comercio de los Estados Unidos, la Asociación Nacional de Cable y Telecomunicaciones y la Mesa Redonda de Servicios Financieros.
Varios grupos empresariales también se han opuesto al proyecto de ley, incluida la Asociación de la Industria de Computadoras y Comunicaciones, así como empresas individuales como Twitter, Yelp, Apple y Reddit.
BSA (The Software Alliance) apareció inicialmente como un apoyo a CISA, enviando una carta el 21 de julio de 2015 instando al senado a presentar el proyecto de ley para su debate. El 14 de septiembre de 2015, la BSA publicó una carta de apoyo para, entre otras cosas, la legislación sobre intercambio de información sobre amenazas cibernéticas dirigida al Congreso, firmada por miembros de la junta directiva Adobe, Apple Inc., Altium, Autodesk, CA Technologies, DataStax, IBM, Microsoft, Minitab , Oracle, Salesforce.com, Siemens y Symantec. Esto llevó al grupo de defensa de los derechos digitales Fight for the Future a organizar una protesta contra CISA. Después de esta campaña de oposición, BSA declaró que su carta expresaba su apoyo a la legislación sobre el intercambio de amenazas cibernéticas en general, pero no respaldaba a CISA, ni a ningún proyecto de ley pendiente sobre el intercambio de amenazas cibernéticas en particular. BSA luego declaró que se opone a CISA en su forma actual. La Asociación de la Industria de Computadoras y Comunicaciones, otro grupo comercial importante que incluye miembros como Google, Amazon.com, Cloudflare, Netflix, Facebook, Red Hat y Yahoo !, también anunció su oposición al proyecto de ley.

### Oficiales de gobierno
Los defensores de CISA incluyen a los principales copatrocinadores del proyecto de ley, los senadores Dianne Feinstein (D-CA) y Richard Burr (R-NC).
Algunos senadores han anunciado su oposición a CISA, incluidos Ron Wyden (D-OR), Rand Paul (R-KY) y Bernie Sanders (I-VT).
El senador Ron Wyden (D-OR) se opuso al proyecto de ley basado en una opinión legal clasificada del Departamento de Justicia escrita durante la temprana administración de George W. Bush. El gobierno de Obama afirma que no se basa en la justificación legal expuesta en el memorándum. Wyden ha hecho repetidas solicitudes al fiscal general de EE. UU. Para que desclasifique la nota, que se remonta al menos a un informe de 2010 de la Oficina del Inspector General de 2010 que citó la nota como una justificación legal para el programa de interceptación de llamadas sin orden judicial del FBI.
El 4 de agosto de 2015, el portavoz de la Casa Blanca, Eric Schultz, respaldó la legislación y pidió al Senado que "tome esta medida lo antes posible y la apruebe".
El Departamento de Seguridad Nacional de los Estados Unidos inicialmente apoyó el proyecto de ley, con Jeh Johnson, el secretario del DHS, solicitando que el proyecto avanza el 15 de septiembre. Sin embargo, en una carta del 3 de agosto al senador Al Franken (D-MN), El subsecretario del DHS, Alejandro Mayorkas, expresó el deseo de que todas las conexiones sean negociadas por el DHS, dado el estatuto del Departamento para proteger las redes del poder ejecutivo. En la carta, el DHS encontró un problema con el intercambio directo de información con todas las agencias gubernamentales, abogando por el hecho de que el DHS sea el único destinatario de la información sobre amenazas cibernéticas, lo que le permite eliminar información privada. Además, el Departamento de Seguridad Nacional ha publicado una Evaluación de Impacto de Privacidad que detalla su revisión interna del sistema propuesto para manejar los indicadores entrantes de la Industria.

### Grupos de libertades civiles
Los defensores de la privacidad se horrorizaron en octubre cuando el Senado aprobó la Ley de Intercambio de Información sobre Seguridad Cibernética por un voto de 74 a 21, dejando intactas partes de la ley que dicen que la hacen más susceptible a la vigilancia que a la seguridad real, mientras que eliminan silenciosamente algunas de sus protecciones de privacidad restantes. . CISA ha sido criticado por defensores de la privacidad en Internet y las libertades civiles, como la Electronic Frontier Foundation y la American Civil Liberties Union. Se ha comparado con las propuestas criticadas de la Ley de Intercambio y Inteligencia Cibernética de 2012 y 2013, que fueron aprobadas por la Cámara de Representantes de los Estados Unidos, pero no aprobaron el Senado.

### Leyes similares en países diferentes
Política de gobierno del Reino Unido: cyber seguridad
La Información de Gobierno escocesa que Comparte